# 创极速光轮
创极速光轮（英語：Tron Lightcycle Power Run，神奇王国版本称为TRON Lightcycle/Run）是华特迪士尼乐园及度假区的一款半封闭式钢制发射过山车，根据迪士尼科幻电影系列《创》设计而成。游客搭乘时需骑上光轮摩托，在象征电子网络的轨道上穿梭。全球首座创极速光轮位于中国的上海迪士尼乐园，于2016年6月16日开放，开放时是全球迪士尼乐园中速度最快的过山车，之后迅速成为上海迪士尼乐园中最受欢迎的项目之一。美国佛罗里达州奥兰多華特迪士尼世界度假區的神奇王国的创极速光轮原计划于2021年开幕，但受2019冠状病毒病疫情影响而推迟至2023年4月4日开幕。

## 历史

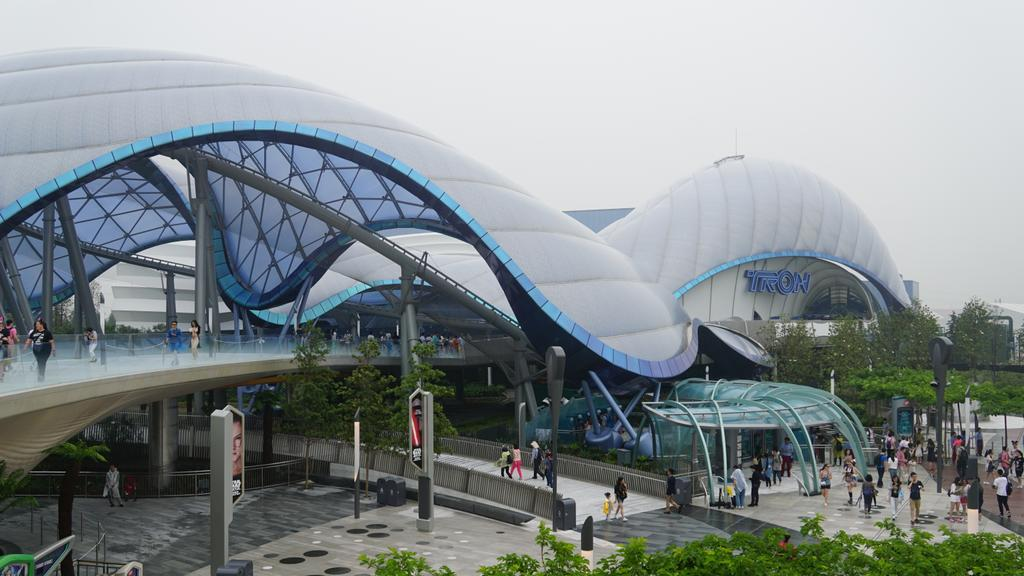
上海迪士尼乐园创极速光轮全景

上海迪士尼乐园于2011年4月8日开工建设，建设时考虑到中国游客的喜好，在明日世界园区中未设其他迪士尼乐园中的经典项目飞越太空山，取而代之的是创极速光轮这一全新设计的项目。上海迪士尼乐园于2016年5月7日开始试运营，创极速光轮在此期间试开放，6月16日，创极速光轮与上海迪士尼乐园一同正式开放。试运营和正式开放之初，该设施曾一度出现故障。但在开放后，创极速光轮成为上海迪士尼乐园中游客关注的焦点，也是最热门的项目之一，排队时间一般在一小时以内，高峰期最长超过两个小时，试运营期间甚至曾超过4小时30分钟。上海迪士尼乐园开园一周年时，园方公布创极速光轮为一年间最受游客欢迎的项目第一位，也是承载游客总数第四多的项目。很多游客在游园时甚至多次反复乘坐。
2017年7月15日，迪士尼在其举办的D23博覽會上宣布，将在華特迪士尼樂園及度假區完成23项改造工程，其中之一便是在奥兰多華特迪士尼世界度假區神奇王国明日世界园区的飞越太空山北侧新建创极速光轮。这一工程于2018年2月6日开工，预计于2021年建成，计划于2021年華特迪士尼世界度假區开放50周年之际开门迎客。但受到2019冠状病毒病疫情影响，工程建设延期，开放时间推迟至2023年4月4日。

## 设计

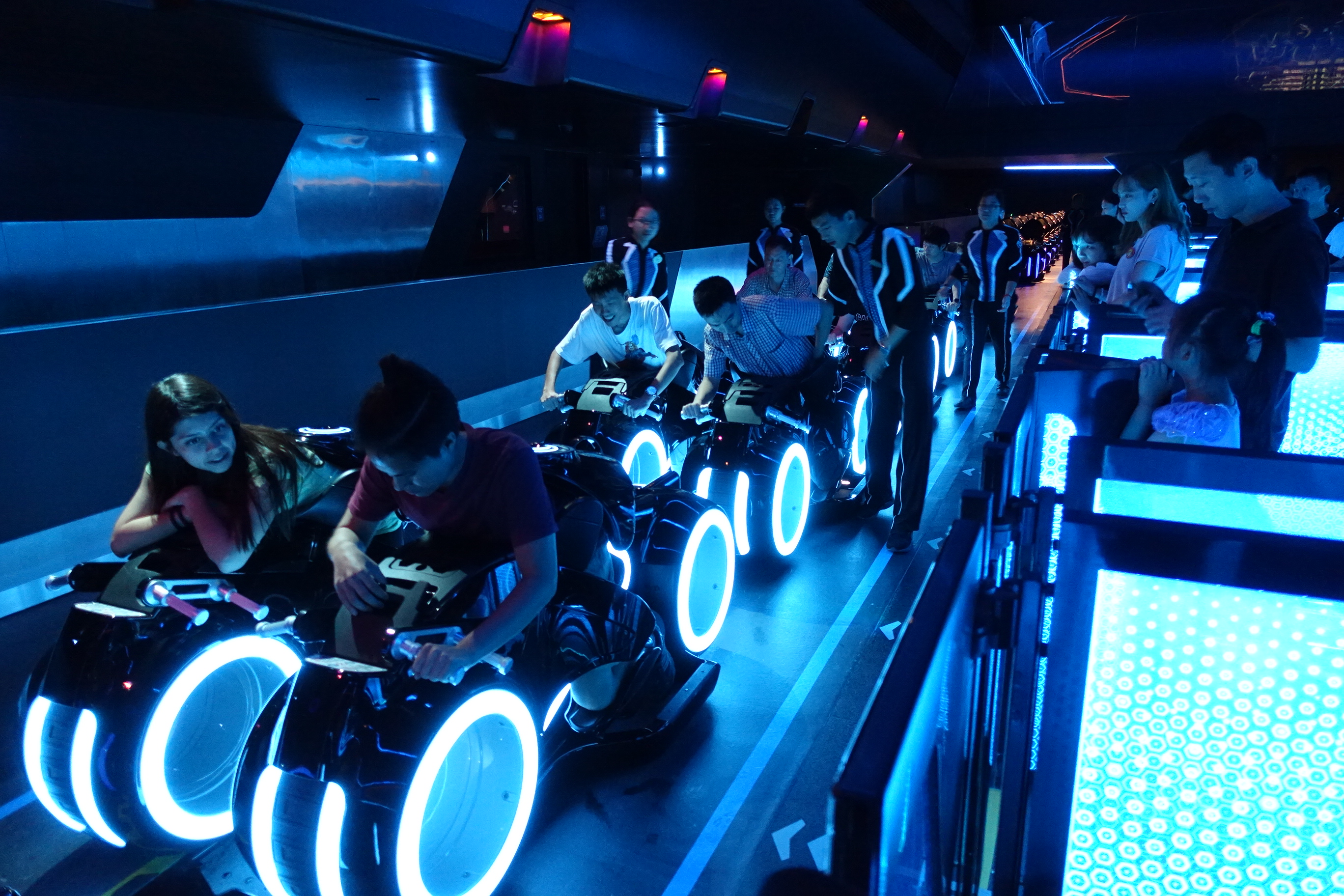
过山车出发前，游客登上光轮摩托

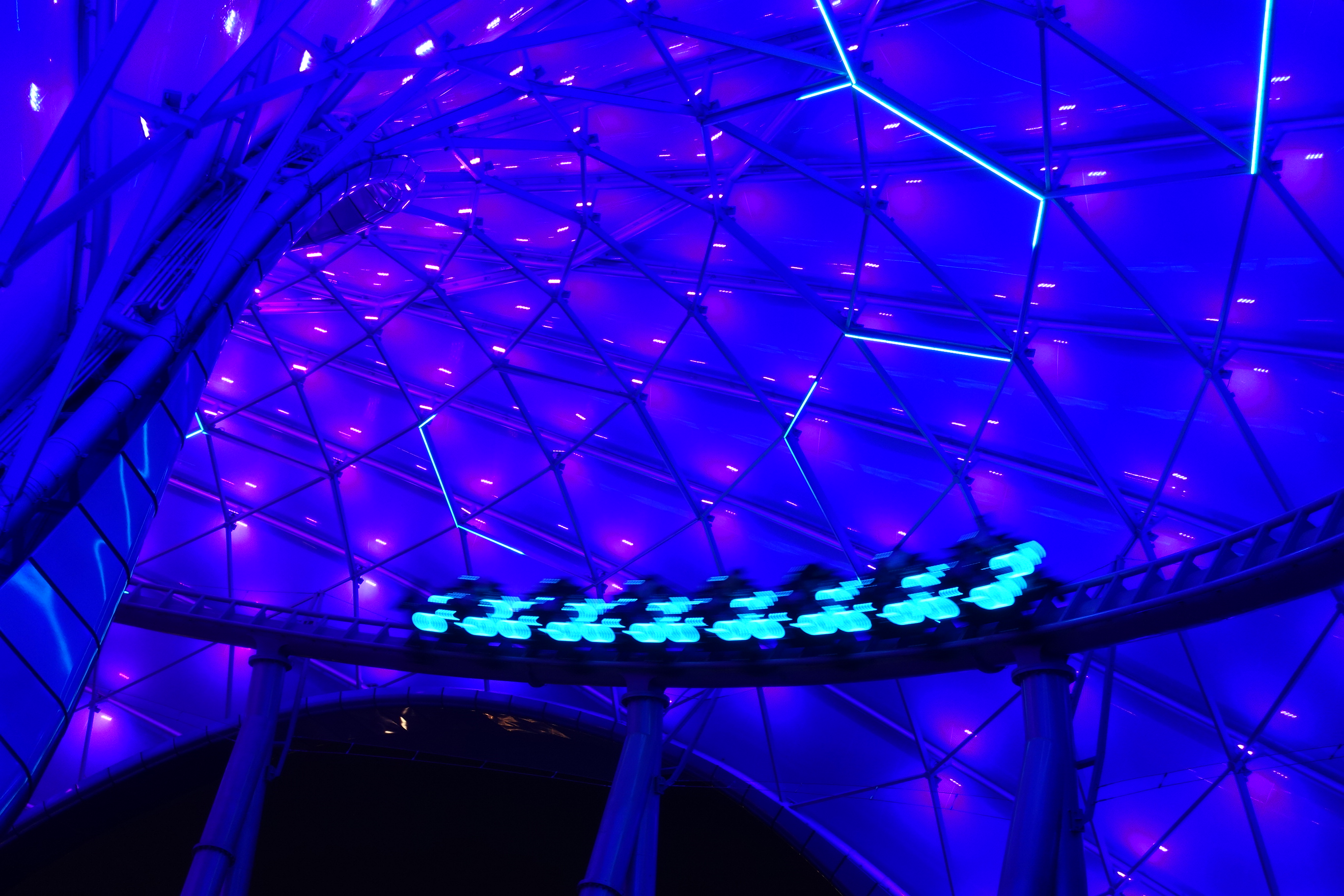
过山车在夜晚从穹顶下穿过

创极速光轮由Grimshaw建筑事务所和華特迪士尼幻想工程合作设计，荷兰威克马游乐设施公司建造。其设计灵感来自迪士尼科幻电影《创：战纪》，座位设计为影片中的光轮摩托造型，两人并排驾驶两辆摩托在轨道上行驶。游客俯身跨坐其上，握住摩托车把手，背后有背板固定，以确保乘客安全。其设计主要瞄准成年人、青少年和较大的儿童游客，对年幼的儿童可能过于刺激。上海迪士尼乐园中的创极速光轮位于明日世界园区的半透明穹顶之下，大部分轨道位于室内，少数位于室外穹顶下，光轮摩托的彩色灯光可自穹顶下透出。游客全程在室内和室外穿梭，室内有电子风格的彩色灯光装饰。
上海迪士尼乐园中的创极速光轮轨道全长966米，其中756米位于室内，210米位于室外，轨道最高达23.8米。，由直线同步电动机驱动，其最高时速可达95至100公里。开放时是全球迪士尼主题乐园中速度最快的过山车。每列车设有7节，每节为两人并排搭乘。上海迪士尼乐园限制搭乘这一项目的游客身高须超过122厘米，适宜儿童、8-13岁少年、青少年和成年人游玩。此项目提供迪士尼快速通行的虚拟排队方式，亦为单人游客提供便捷通道。乘坐轮椅的游客在此项目中需离开轮椅，但列车最末一节设有无障碍车厢，乘客搭乘此节车厢时全程以坐姿固定在座位上，而非像其他乘客一样俯身骑乘。